# Революция и культура
«Революция и культура» — культурно-политический журнал ВКП(б). Выходил с 1927 по 1930 год как издание газеты «Правда». Печатался раз в две недели. Статьи об изобразительном искусстве, как и некоторые другие, сопровождались иллюстрациями. Выходил под редакцей Н.И. Бухарина и А.В. Луначарского.

## Известные сотрудники
- Беспалов, Иван Михайлович (литературовед) (1900 — 1937) — редактор журнала
- Луппол, Иван Капитонович (1896 — 1943) — член редколлегии
- Стэн, Ян Эрнестович (1899 — 1937) — член редколлегии
- Чехонин, Сергей Васильевич (1878—1936) — художник, до своего отъезда за границу оформлял обложку первых номеров журнала.
- Аллилуева, Надежда Сергеевна (1901 —1932) — сотрудник редакции

## Содержание сдвоенного номера №3-№4 за 1927 год[1]
1. Т.Костров Культура и мещанство
 
2. Як.Ильин Романтика будней. Перестройка хозяйственно-материальных основ быта (Мелочи жизни. 60 кроватей-60 жильцов. Жилищная политика и жилтоварищества. Столовки-тошниловки и частник. Бюджет рабочей семьи. Молоко против алкоголя. Москвич моется 10 раз в году).
 
3. С.Крылов Вопросы кино 
 
4. В.Теляковский Современное сектантство 
 
5. Д.Аранович Современная живопись (А. Дейнека, А. Тышлер, П. Кузнецов, К. Петров-Водкин, А. Архипов, В. Рождественский). 
 
6. И.Бороздин Итоги и перспективы изучения культур советского Востока (Экспедиция Ингушского научного ин-та краеведения, 1927 г.). 
 
7. Памяти академика В.М.Бехтерева Некролог. 
 
8. А.Иоффе, Н.Семенов Государственный физико-технический рентгеновский институт 
 
9. Изобразительное искусство к десятилетию Октября (К. Петров-Водкин, Б. Сандомирская, И. Фрих-Хара, Г. Ряжский, В. Мухина, П. Кузнецов, А. Лабас, О. Сомова, В. Эллинен, А. Дейнека) 
 
10. Археология, лингвистика, литературведение и искусствоведение за 10 лет 
 
11. Среди книг и журналов

## Содержание №11 за 1928 год[1]
1. А.Луначарский Материальная база народного просвещения 
 
2. Михаил Кольцов Выстрел в школе 
 
3. Н.Семашко Воспитание нового человека и задачи физической культуры 
 
4. М.Семенов Творческие пути пролетарской литературы на съезде ВАППа 
 
5. А.Колбин Школа и религия (Владивосток) 
 
6. Г.Волков Интересный опыт (комсомольская ячейка бумаго-прядильной фабрики №2 Орехово-Зуево) 
 
7. А.Жуковский О пропаганде естествознания в рабочих клубах Ярославля 
 
8. М.Риз Госуд. исследовательский нефтяной институт 
 
9. С.Шведов Тверская организация Красного Креста 
 
10. Я.Тугендхольд Искусство и современность(А. Тышлер, А. Гончаров, А. Лабас, Ю. Пименов, К. Вялов) 
 
11. И.Клейнер Грузинский театр
 
12. А.Халатов На международной выставке печати в Кёльне 
 
13. Ф.Перельман Германия (Культурная Германия накануне выборов. Политика и культура печати. Выставки: по вопросам питания и воспитания. Конгрессы: алкогольный и католический) 
 
14. Г.Сандомирский Италия (Фашизм и проблема народонаселения) 
 
15. Ю.Стеклов Письмо в редакцию 